# Simpson Horror Show (épisode)
Le Simpson Horror Show (en France), Spécial d'Halloween (au Québec) ou Treehouse of Horror (en version originale) est le 3e épisode de la saison 2 de la série télévisée d'animation Les Simpson et le premier épisode d'Halloween. Cet épisode est le premier « Simpson Horror Show » de la série, format qui sera ensuite repris dans chaque saison.
Cet épisode représentait, au moment de sa première diffusion aux États-Unis, un véritable événement, car c'est le premier épisode vraiment spécial de la série et le premier consacré à la fête d'Halloween, comme dans chacune des saisons suivantes.

## Synopsis

### Introduction
Marge avertit le public de ne pas laisser les enfants regarder cet épisode.

### La Maison du mauvais rêve
Les Simpson emménagent dans une grande maison dans laquelle il se passe des phénomènes paranormaux.

### Les Damnés ont faim
Pendant un barbecue, Les Simpson se font enlever par Kang et Kodos. Les extra-terrestres leur offrent alors un festin afin qu'ils grossissent pour qu'ils puissent leur servir de dîner.

### Le Corbeau
Un Corbeau pénètre dans l'immense demeure d'un homme riche et le terrorise en répétant inlassablement les mots « Jamais plus... »